# FFA (Kampfsportverband)
FFA (früher Free Fight Association) war der größte deutsche Fachverband für Mixed Martial Arts (MMA) im Amateursport.
Dieser 1994 gegründete Verband war der erste seiner Art in Deutschland gewesen. 1994 veranstaltete die FFA den ersten reinen MMA-Event in Deutschland. Anschließend folgten auch Veranstaltungen in Österreich und der Schweiz. 2007 führte der Verband bundesweit 33 Schulen. Das Regelwerk des Verbands sah strenge Schutzbestimmungen und den Einsatz von Ringärzten vor. Auf Grundlage des FFA-Regelwerks wurde durch eine Kommission aus internationalen Kampfsportexperten, MMA- und K-1-Veranstaltern am 3. Oktober in Köln die International Rules of MMA mit zugehörigen Richtlinien entwickelt und als Standard für alle offiziellen MMA-Amateurveranstaltungen in Deutschland, Österreich, Tschechien, Frankreich und der Schweiz festgelegt.
Einer der Leiter der FFA war Andreas Stockmann. Die FFA löste sich 2013 auf.